# Itziar Castro

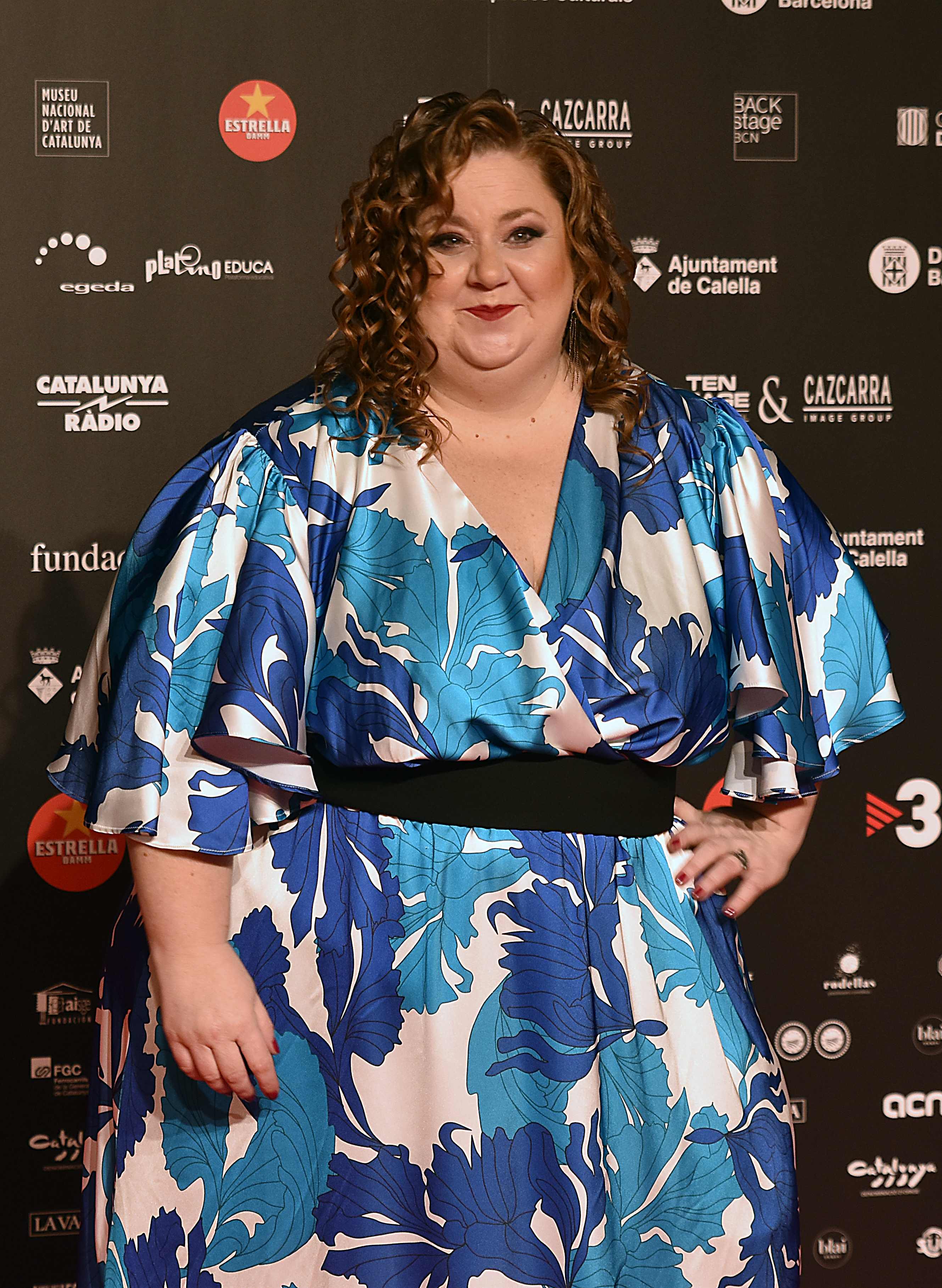
Itziar Castro, 2022

Itziar Castro i Rivadulla (* 14. Februar 1977 in Barcelona; † 8. Dezember 2023 in Lloret de Mar) war eine spanische Schauspielerin, Filmproduzentin und Regisseurin.

## Leben und Karriere
Itziar Castro wuchs in Barcelona auf. Ab ihrer Jugend betrieb sie Synchronschwimmen.
Ab 2002 hatte Castro als Schauspielerin vor der Kamera in über 60 Film-und-Fernsehproduktionen mitgewirkt. Während sie zu Beginn ihrer Karriere noch oftmals in Nebenrollen besetzt worden ist, konnte sie sich später als Charakterdarstellerin beweisen und etablieren. Im Jahr 2018 wurde sie für ihre Rolle als Mutter von Jesus in dem Film Wir sind Champions für den Goya-Filmpreis nominiert.
Castro war als Filmproduzentin und Drehbuchautorin tätig. Sie führte im Jahr 2022 erstmals die Regie bei zwei Kurzfilmen. Darüber hinaus engagierte sich Castro in Spanien über viele Jahre hinweg für die Rechte der LGBT-Community, gegen Bodyshaming und für Feminismus. 2020 bekam sie in der Serie Por H o por B eine Hauptrolle. Außerdem war sie 2022 in Érase una vez... pero ya no zu sehen.
Itziar Castro starb am 8. Dezember 2023 im Alter von 46 Jahren in einem Krankenhaus in Lloret de Mar, nachdem sie wenige Stunden zuvor in einem Schwimmbad einen Herzinfarkt erlitten hatte.

## Filmografie (Auswahl)
- 2002: Noche de fiesta
- 2012: Blancanieves
- 2018: Wir sind Champions
- 2020: Veneno (Fernsehserie)
- 2020: Por H o por B (Fernsehserie)
- 2022: Érase una vez... pero ya no (Fernsehserie)
- 2022: La mesita del comedor